# El Furrial
El Furrial – miasto w Wenezueli, w stanie Monagas.